# Аргентинський антикомуністичний альянс
Аргентинський антикомуністичний альянс (також ААА, Три А) — ультраправа терористична організація (ескадрон смерті), яка активно діяла в Аргентині упродовж 1970-х років, особливо за часів правління Ісабель Перон (1974-76). У 2007 році акти ААА визнано злочинами проти людства, що не мають терміну давності.

## Історія
Первинно був пов'язаний з правим крилом пероністів, згодом їхні погляди розбіглись. Багато з його учасників знайшли зв'язки з військовою хунтою на чолі з Віделою й відігравали важливу роль у його «Брудній війні»(загальна назва щодо засобів державного тероризму, що використовувались аргентинськими військовими диктатурами). Попри свою назву, ААА діяв проти широкого діапазону лівих та інших опонентів уряду, а не тільки проти комуністів. Зокрема, погрози убивства на адресу математика Мануеля Садоскі й актора Ектора Альтеріо, що походили з боку ААА, призвели до їхньої еміграції.

## Наслідки
У грудні 2006 року в Іспанії був заарештований колишній активіст ААА Родольфо Альмірон